# 梁國洲
梁國洲（1974年5月—），澳門商人，投資顧問公司董事。

## 經歷
2005年，梁國洲聯同汪長南、廖少芳和郭軼新以「澳門民主民生協進會」名義參選澳門立法會選舉，最終協進會取得4,358票，未能當選進入立法會。
2019年6月，梁國洲宣布參選8月舉行的行政長官選舉，但由於另一競選人賀一誠已在7月取得高達九成以上的提名票，因此無法取得足夠提名參選。